# Anomalon fuscipenne
Anomalon fuscipenne là một loài tò vò trong họ Ichneumonidae. Loài này được Tosquinet miêu tả khoa học lần đầu tiên năm 1900.